# 弘前市立小沢小学校
弘前市立小沢小学校（ひろさきしりつ こざわしょうがっこう）は青森県弘前市大開二丁目にある公立小学校。

## 概要
2020年6月8日、日本水環境学会東北支部主催の2019年度「東北・水すまし賞」を受賞した。2007年から4年生が総合的な学習の時間を使い、HEP21（Hirosaki Environmental Partnership21：ひろさき環境パートナーシップ21）が中心になって地域に整備した弘前だんぶり池で春と秋の年2回、観察会や県教委主催の環境サミットへの参加、だんぶり池にブナを植樹したりするなどの活動を行っている。

## 沿革
- 1876年（明治9年）9月19日 - 小沢小学として発足。
- 1887年（明治20年） - 小沢簡易小学校と改称。
- 1891年（明治24年） - 小沢尋常小学校と改称。
- 1895年（明治28年）12月 - 校舎焼失。
- 1896年（明治29年） - 字広野に校舎新築。
- 1909年（明治42年）7月18日 - 校舎新築落成。
- 1935年（昭和10年）10月25日 - 小沢字御笠見59番地に校舎増改築落成。
- 1941年（昭和16年）4月1日 - 国民学校令により、小沢国民学校と改称。
- 1947年（昭和22年）4月1日 - 学制改革により、清水村立小沢小学校と改称。
- 1955年（昭和30年）3月1日 - 清水村が弘前市に合併されたため、弘前市立小沢小学校と改称。
- 1956年（昭和31年）11月  - 校歌制定。
- 1958年（昭和33年）9月 - 校庭・運動場を整備。
- 1959年（昭和34年）9月 - 校内に簡易水道水設置。
- 1966年（昭和41年）9月 - 創立90竣工記念式典挙行。
- 1973年（昭和48年）3月 - 上水道設備が完成し、給水開始。
- 1975年（昭和50年）7月 - 新校舎建築、地鎮祭を行う。
- 1976年（昭和51年）5月 - 校舎新築工事[3]。
- 2013年（平成25年）度 - 耐震補強工事実施[4]。

## 通学区域
清水富田（字寺田）、小沢（字山崎）を除く、坂元、大原全域、桜ケ丘全域、大開全域、金属町、青樹町、自由ケ丘全域。

## 交通
- 弘南バス弘前駅 - 久渡寺線「大原」停留所下車後、
  - 弘前駅前行のりばから、徒歩約165m・約3分。
  - 久渡寺行のりばから、徒歩約215m・約3分。

## 周辺
- 学校法人大開学園ひばり幼稚園 - 敷地が隣接、かつ進学前幼稚園のひとつ。
- 弘西運輸本社
- 青森県道126号久渡寺新寺町線
- おおびらき温泉
- 社会福祉法人三千会大開保育園 - 進学前保育園のひとつ。
- 清水交流センター

## 参考資料
- 『弘前市教育史 別巻・年表 学校沿革 索引』（弘前市教育委員会・1979年3月12日）「学校沿革」165頁「小沢小学校」